# Alkylglycerole

Allgemeine Strukturformel eines Alkylglycerols.

Alkylglycerole gehören chemisch betrachtet zur Gruppe der Etherlipide. Das Grundgerüst dieser Substanzen bildet Glycerin. Im Unterschied zu Glycerin bildet eine der Hydroxygruppen mit einer Kohlenwasserstoffkette einen Ether. Die drei häufigsten Alkylglycerole sind Chimylalkohol, Batylalkohol und Selachylalkohol.

## Historisch
Die Alkylglycerole wurden 1922 von den japanischen Wissenschaftlern Tsujimoto und Toyama entdeckt und erstmals 1930 von dem Nobelpreisträger Sir Robert Robertson synthetisiert.
Im Jahre 1962 wurde das natürliche Vorkommen der Alkylglycerole in Säugetieren durch Bo Hallgren und Sven Larsson mittels Chromatographie und Massenspektrometrie nachgewiesen.
Astrid Brohult, Leiterin der Abteilung für Strahlentherapie am renommierten Karolinska-Institut in Solna bei Stockholm, hat gemeinsam mit ihrem Mann Sven Brohult die Bedeutung der Alkylglycerole für das Immunsystem erforscht und mehrere Studien durchgeführt (1954–1986).

## Vorkommen
Alkylglycerole sind natürliche Substanzen. Die höchste Konzentration findet man in der Leber von Kaltwasserhaien, wie dem Grönlandhai (Somniosus mikrocephalus). Alkylglycerole kommen in blutbildenden Organen, wie der Leber, der Milz und dem Knochenmark vor. Darüber hinaus findet man relativ hohe Konzentrationen in der menschlichen Muttermilch.

## Eigenschaften
Aufgrund der chemischen Struktur handelt es sich bei Alkylglycerolen um lipophile Verbindungen. Alkylglycerole sind farb- und geruchlos. Durch die lipophile Struktur sind sie in der Lage, Membranen zu durchdringen und deren Fluidität zu verbessern.

Selachylalkohol
Chimylalkohol
Batylalkohol

## Biologische Funktion
Alkylglycerole modulieren das Immunsystem. Die unspezifische Abwehr wird gestärkt, indem vermehrt immunkompetente Zellen gebildet werden. Darüber hinaus wird die Zellaktivität gesteigert. Die Immunfunktion des Knochenmarks wird stimuliert, dabei kommt es allerdings nicht zu einer Überstimulation.
Alkylglycerole fördern das Wachstum der nützlichen Darmbakterien Lactobacillus acidophilus und hemmen das Wachstum schädlicher Pilze und Bakterien. Der antibiotische Effekt ist mit dem von Nitrofurantoin vergleichbar.
Des Weiteren hemmen Alkylglycerole im Tierversuch die Angiogenese in Tumoren und sie mindern die Nebenwirkungen einer Strahlentherapie. Die strahleninduzierte Reduzierung von weißen Blutkörperchen und Thrombozyten wird vermindert. Strahleninduzierte Läsionen von Haut und Schleimhaut werden durch Alkylglycerole reduziert und die Wundheilung gefördert.
In Zellkulturen konnte ein zytotoxischer Effekt auf Tumorzellen nachgewiesen werden. Dieser Effekt wurde durch Studien an Ratten und Meerschweinchen bestätigt. Darüber hinaus wurde in mehreren Tierstudien nachgewiesen, dass Alkylglycerole die Ausbreitung und das Wachstum von Tumoren hemmen können.
Eine Studie im Radiumhemmet, der Abteilung für Strahlentherapie am Karolinska-Institut in Stockholm, zeigte einen positiven Effekt auf die Überlebensrate von Patientinnen mit Zervixkarzinom. An dieser Studie hatten 4000 Patientinnen teilgenommen.
Es gibt bisher kein zugelassenes Arzneimittel auf der Basis von Alkylglycerolen.
Alkylglycerole haben physiologische Funktionen bei der Entwicklung des Fettgewebes: sie stimulieren Makrophagen im sich entwickelnden Fettgewebe und schützen das Neugeborene vor der Entwicklung von Fettleibigkeit.

## Anwendungsgebiete

### Nahrungsergänzung
Alkylglycerole sind in der Muttermilch enthalten und fehlen in der Kuhmilch. Fischleberöl wurde vor allem von nordischen Volksgruppen, wie den Eskimos und skandinavische Fischern, wegen des hohen Gehalts an verschiedenen Vitaminen zur Nahrungsergänzung eingesetzt.
1922 fanden Tsujimoto und Toyama Alkylglycerole in Haifischleberöl und 1930 synthetisierte Sir Robert Robinson erstmals solche Verbindungen. In natürlichen Quellen kommen sie immer mit Fettsäuren verestert vor. In den 1950er bis 1960er Jahren wurden umfangreiche Untersuchungen von Astrid Brohult am Karolinska-Institut Stockholm zur Wirkung von Alkylglycerolen zur Reduzierung von Nebenwirkungen von Krebstherapien ausgeführt.
Alkylglycerole werden heute als Nahrungsergänzungsmittel zur Infektprophylaxe oder bei bestehenden Infekten vermarktet. Weitere mögliche Einsatzgebiete sind im Bereich der komplementären Onkologie, wo es zum Beispiel darum geht, Nebenwirkungen der Krebstherapie zu reduzieren.
Die Anti-Krebs-Effekte werden in erster Linie auf die  Aktivierung von Makrophagen und die Steigerung der Produktion von Zytokinen wie Interleukin IL-12 und IFN-gamma zurückgeführt. Obwohl weitere randomisierte klinische Studien erforderlich sind um die Eigenschaften dieser Moleküle zu bestätigen und mögliche Nebenwirkungen auszuschließen, sind die Aussichten als Nahrungsergänzungsmittel bei Erkrankungen vielversprechend.